# Bohinj
Bohinj (Duits: Wochein) is een gemeente in de regio Gorenjska gelegen in het bovendeel van de Bohinjvallei in het noordwesten van Slovenië. Bohinj telt 5222 inwoners (2002) en bestaat uit diverse dorpen.

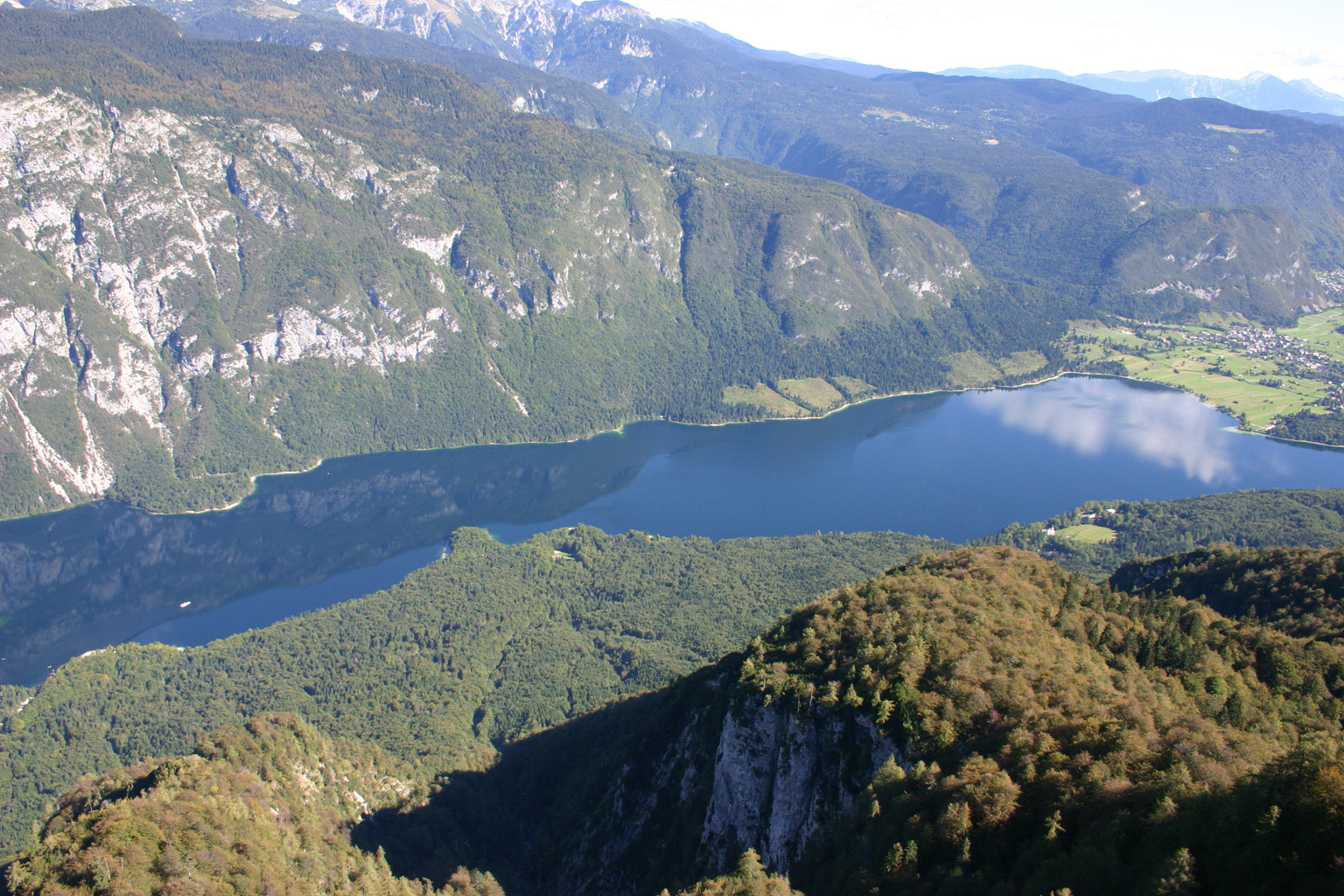
Meer van Bohinj

## Plaatsen in de gemeente
Bitnje, Bohinjska Bistrica, Bohinjska Češnjica, Brod, Goreljek, Gorjuše, Jereka, Kamnje, Koprivnik v Bohinju, Laški Rovt, Lepence, Log v Bohinju, Nemški Rovt, Nomenj, Podjelje, Polje, Ravne v Bohinju, Ribčev Laz, Savica, Srednja vas v Bohinju, Stara Fužina, Studor v Bohinju, Ukanc, Žlan

## Kerken in Bohinj
- Kerk St. Janez (Ribčev Laz)
- Kerk Marijinega vnebovztja (Bitnje)
- Kerk St. Magdalene (Brod)
- Kerk St. Ahacija (Nemški Rovt)
- Kerk St. Duha (Sveti Duh)
- Kerk St. Marjete (Jereka)
- Kerk St. Križa (Koprivnik)
- Kerk St. Martina (Srednja Vas)
- Kerk St. Miklavža (Bohinjska Bistrica)

Bled · Bohinj · Cerklje na Gorenjskem · Gorenja vas-Poljane · Jesenice · Jezersko · Kranj · Kranjska Gora · Naklo · Preddvor · Radovljica · Šenčur · Škofja Loka · Tržič · Železniki · Žiri · Žirovnica